# Audi PB18 e-tron
Audi PB18 e-tron — концептуальний одномісний електро суперкар розроблений підрозділом німецького автовиробника Audi AG, Audi Sport GmbH. Був представлений на виставці Pebble Beach Automotive Week(англ.) у Монтереї (штат Каліфорнія) у 2018 році.

## Галерея

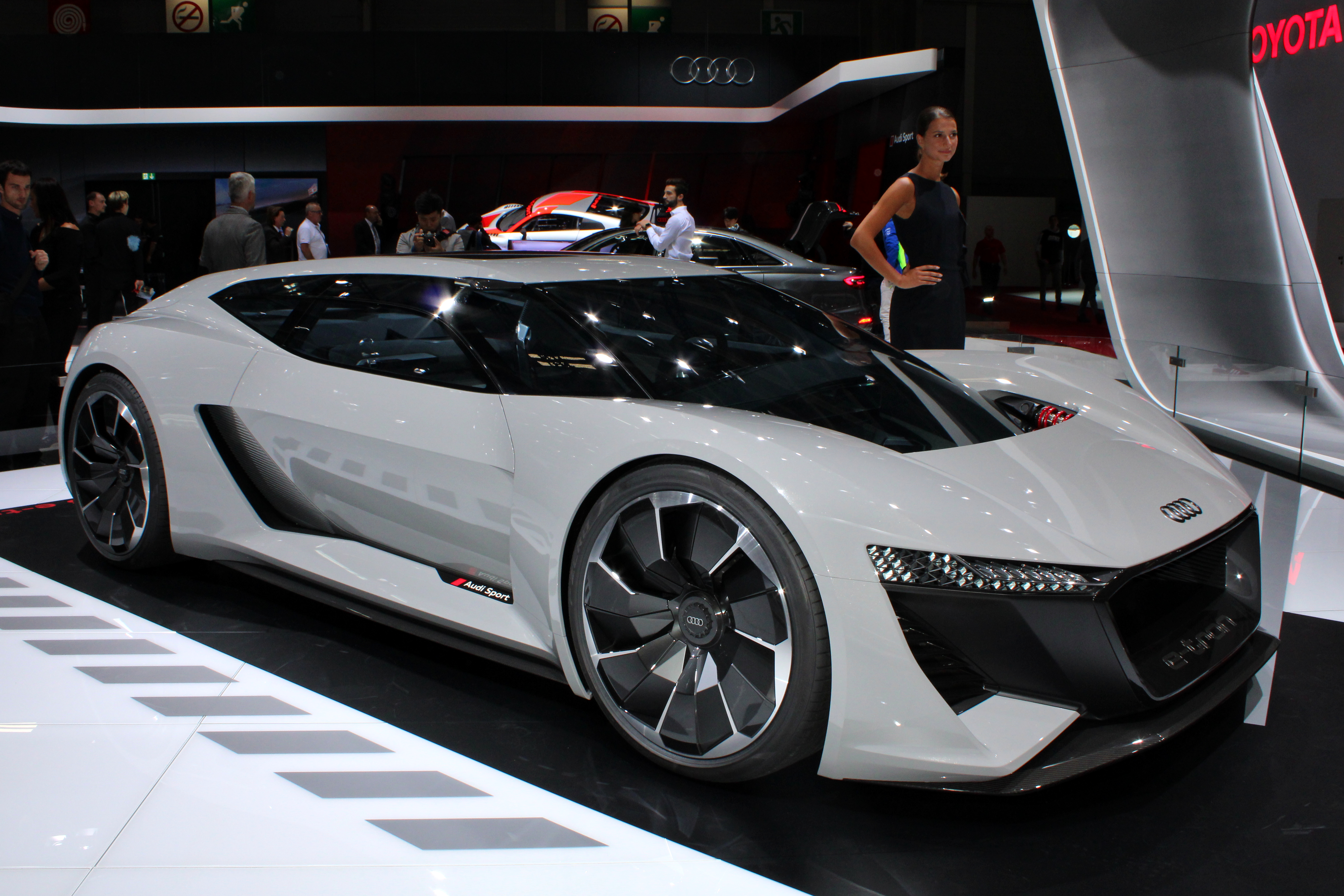
Paris Motor Show 2018
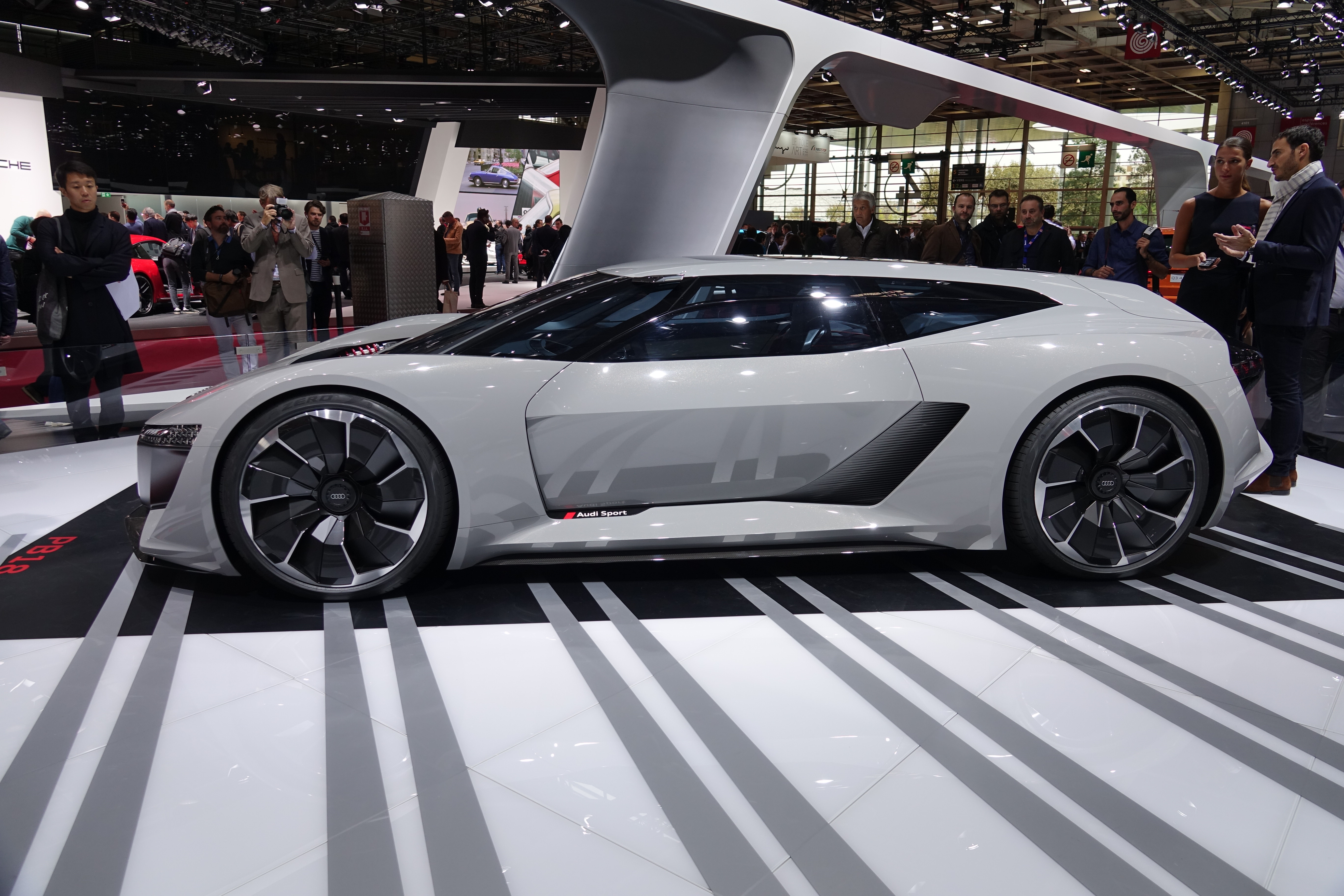
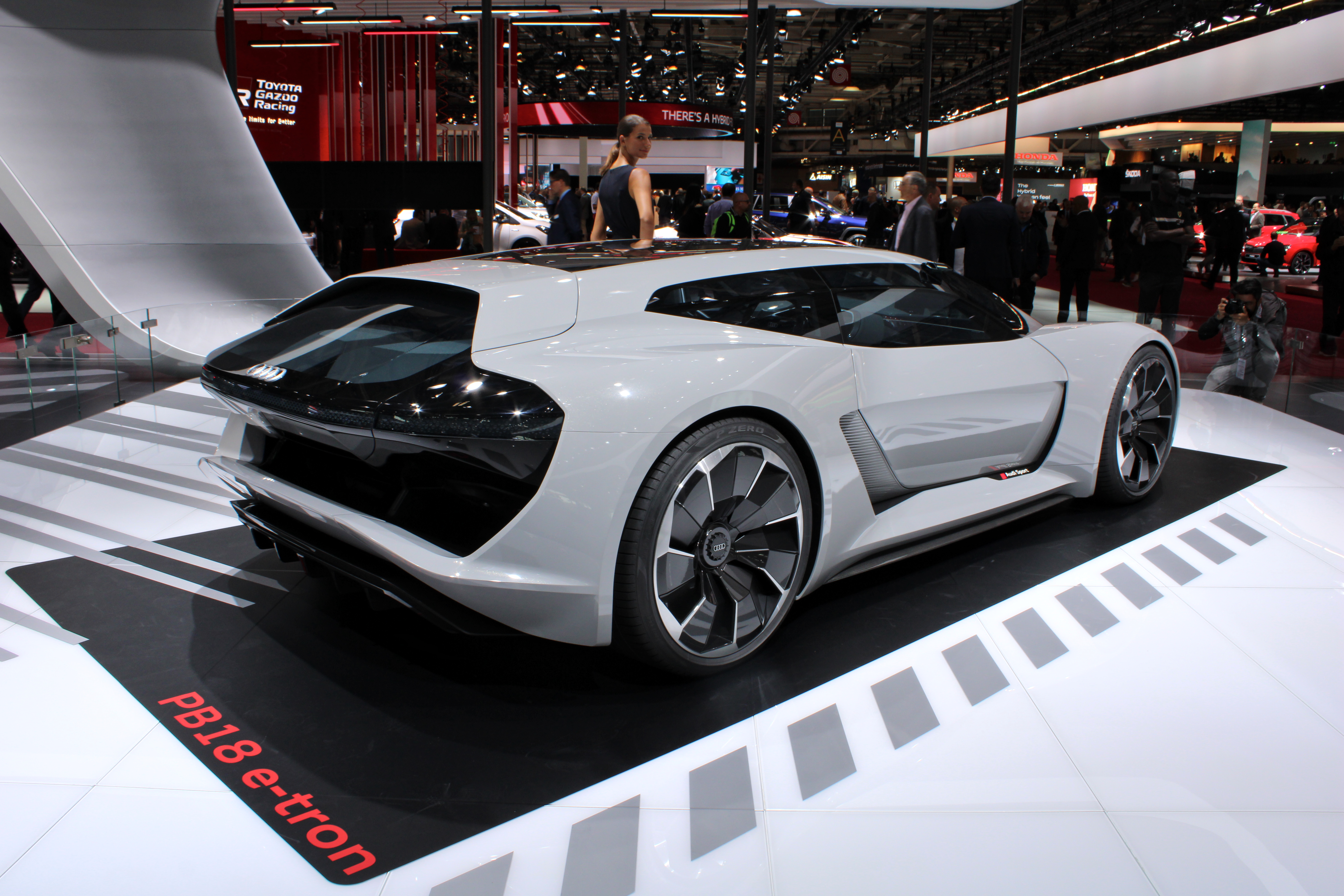
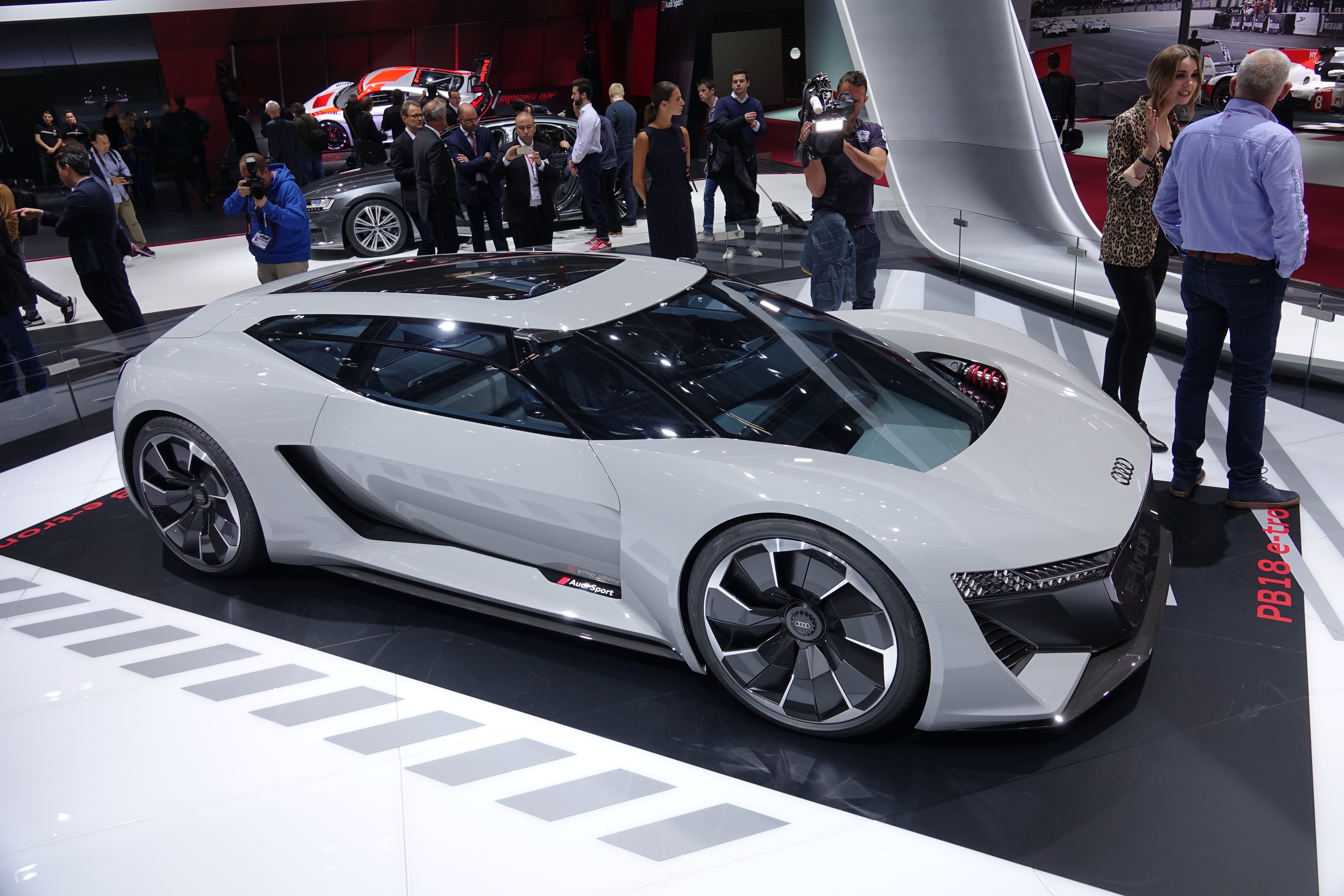